# Кришнан, Раманатхан
Раманатхан Кришнан (там. இராமநாதன் கிருஷ்ணன், англ. Ramanathan Krishnan; род. 11 апреля 1937, Мадрас) — индийский теннисист. Многократный чемпион Индии, финалист Кубка Дэвиса 1966 года со сборной Индии, двукратный полуфиналист Уимблдонского турнира, победитель Уимблдонского турнира среди юношей 1954 года. Отец Рамеша Кришнана.

## Биография
Раманатхан Кришнан родился в Мадрасе в 1937 году в семье одного из лучших индийских теннисистов-любителей Т. К. Раманатхана и начал играть в теннис в десятилетнем возрасте. В 1953 году он стал финалистом Уимблдонского турнира среди юношей, а год спустя первым среди азиатских теннисистов выиграл этот турнир, победив в финале будущую первую ракетку мира Эшли Купера. Уже в 1953 году он впервые выступил в составе сборной Индии в Кубке Дэвиса, а в 1954 году принёс ей первые очки в победном матче с командой Австрии и в проигранном — с сборной Франции. В этом же году, в неполные 16 лет, он впервые в карьере стал чемпионом Индии.
В дальнейшем Кришнан долго оставался лидером индийского тенниса, много раз побеждая в национальном первенстве на различных покрытиях. В 1956 году он обыграл в Лондоне недавнего чемпиона Уимблдона Ярослава Дробного и удостоился приглашения на завтрак от находившегося в Англии премьер-министра Индии Неру. С командой Индии Кришнан несколько раз выходил в межзональный турнир Кубка Дэвиса, ведущий в финал с действующими обладателями трофея, а однажды — в 1966 году — сумел дойти и до финала. В этом сезоне Кришнан выиграл семь игр подряд против соперников из сборных Японии, ФРГ и Бразилии, включая пятисетовую решающую игру против Томаса Коха в финальном матче межзонального турнира, в которой он победил после того, как она была прервана на ночь при счёте 2-1 по сетам в пользу Коха. В финале индийцы не смогли противостоять действующим чемпионам, австралийцам, игравшим на своём корте, но Кришнан в паре с Джайдипом Мукерджи сумел принести команде очко, переиграв чемпионов Уимблдона Джона Ньюкомба и Тони Роча. Кришнан провёл за сборную в общей сложности 107 игр за 17 лет, выиграв 19 в парном разряде и 50 в одиночном. Этот последний результат по сей день остаётся рекордом индийской национальной сборной.
На индивидуальном уровне Кришнан достиг пика карьеры в конце 50-х и начале 60-х годов, когда четыре года подряд включался в десятку сильнейших теннисистов мира по версии журнала Daily Telegraph. В 1959 году, после того, как он впервые попал в этот список, менеджер профессионального теннисного тура Джек Креймер предложил ему контракт на сумму 150 тысяч долларов, но Кришнан отказался, так как хотел сохранить право выступать в турнирах Большого шлема. Следующие несколько лет показали его правоту: в 1960 и 1961 годах он дважды подряд доходил до полуфинала на Уимблдонском турнире, оба раза проиграв там будущим чемпионам и лидерам мирового сезона — сначала Нилу Фрейзеру, а затем Роду Лейверу. В 1962 году он дошёл до четвертьфинала чемпионата Франции, а затем на Уимблдоне, где был посеян под четвёртым номером, его заставила прекратить игру травма. На менее высоком уровне он выиграл несколько любительских турниров различного ранга, начиная с чемпионатов Сандерленда и графства Дарем 1954 года и включая Queen's Club Championships и чемпионат США на твёрдых кортах 1959 года, чемпионат Нидерландов и чемпионат Бельгии 1961 года, грунтовый турнир в Хьюстоне в 1965 году, где он победил последовательно Рафаэля Осуну, Роя Эмерсона и Клиффа Ричи, а также Открытый чемпионат Канады 1968 года.
За свои достижения Кришнан был удостоен ряда государственных наград Индии, получив премию «Арджуна» в 1961 году и ордена Падма Шри в 1962 году и Падма Бхушан в 1967 году. О его элегантной игре высоко отзывались спортивные комментаторы, в том числе ведущий специалист в области тенниса Ланс Тингей, характеризовавший её, как «чистое восточное волшебство». Его стиль не отличался ни агрессивностью, ни мощью подачи — как сам он говорил, у него не бывало ни подач навылет, ни двойных ошибок. Его оружием были упорство, косые мячи и укороченные удары с лёта.
Профессиональная карьера Раманатхана Кришнана началась с работы в корпорации Birla Group. Позже он приобрёл лицензию на поставки топлива от компании Calgas (впоследствии поглощённой Indian Oil Corporation). На протяжении более чем 40 лет он отвечал за поставку горючего нескольким десяткам тысяч клиентов. После ухода из топливного бизнеса он присоединился к штату теннисной академии, которую возглавляет его сын Рамеш — также в прошлом известный индийский теннисист. Вместе с сыном он выпустил книгу мемуаров «Прикосновение тенниса: История теннисной семьи».

## Статистика выступлений в турнирах Большого шлема в одиночном разряде
| Турнир              | 1953 | 1954 | 1955 | 1956 | 1957 | 1958 | 1959 | 1960 | 1961 | 1962 | 1963 | 1964 | 1965 | 1966 | 1967 | 1968 | Итого | В/П за карьеру |
| ------------------- | ---- | ---- | ---- | ---- | ---- | ---- | ---- | ---- | ---- | ---- | ---- | ---- | ---- | ---- | ---- | ---- | ----- | -------------- |
| Чемпионат Франции   | НУ   | 1К   | НУ   | НУ   | 3К   | 2К   | НУ   | НУ   | НУ   | 1/4  | 2К   | НУ   | 4К   | НУ   | 3К   | 1К   | 0/8   | 12-8           |
| Уимблдонский турнир | 1К   | 3К   | 3К   | 3К   | 2К   | 4К   | 3К   | 1/2  | 1/2  | 3К   | 4К   | НУ   | 3К   | НУ   | 1К   | 1К   | 0/14  | 29-14          |
| Чемпионат США       | НУ   | НУ   | НУ   | НУ   | 3К   | НУ   | 3К   | НУ   | НУ   | НУ   | НУ   | НУ   | НУ   | НУ   | НУ   | 2К   | 0/3   | 5-3            |